# Apseudes holthuisi
Apseudes holthuisi är en kräftdjursart som beskrevs av Mihai Bacescu 1961. Apseudes holthuisi ingår i släktet Apseudes och familjen Apseudidae. Inga underarter finns listade i Catalogue of Life.